# Koffi Badoukro
Koffi Badoukro ou Kouassi Badoukro est une localité rurale au nord-est de la Côte d'Ivoire dans le District du Zanzan. Ladite localité appartient à la région de Gontougo dans le département de Koun-Fao,. La localité rurale de Koffi Badoukro est à la frontière Ivoiro-Ghanéenne et serait une localité desdits pays. 